# Borolia oriza
Borolia oriza là một loài bướm đêm trong họ Noctuidae.